# アラン・カートライト
アラン・カートライト （Alan Cartwright、1945年10月10日 - 2021年3月4日）は、イギリスのベーシスト。ロンドン出身。ロック・バンド、プロコル・ハルムの元メンバー。

## 略歴
アラン・ジョージ・カートライトは、1945年、ロンドン北部で生まれた。フレディー・マック・ショーで、後にプロコル・ハルムの同僚となるB.J.ウィルソンや、ロジャー・ワーウィック（Roger Warwick）と演奏を共にすると、1970年には、エヴリ・ウィッチ・ウェイに参加。そして1972年、プロコル・ハルムに加入した。アラン・カートライトの加入により、クリス・コッピングはオルガン・パートに専念できるようになった。
彼が最初に関わったプロコル・ハルムのアルバムは、当時、唯一の公式ライブ・アルバムであった『プロコル・ハルム・ライヴ〜イン・コンサート・ウィズ・ザ・エドモントン・シンフォニー・オーケストラ』である。彼はこのグループでツアーとレコーディングに取り組んだが、プロコル・ハルムの最後から2番目のアルバム（再結成後は除く）である『プロコルズ・ナインス』が最後となった。クリス・コッピングが、再度、ベースを引き受けるとバンドを去った。
2021年3月4日に死去。2020年に胃がんと診断されていた。75歳没。